# Palazzo Albergati (Zola Predosa)
Palazzo Albergati (también conocido como Villa Albergati) es un palacio barroco ubicado en el campo boloñés cerca de Zola Predosa.
Majestuosa residencia de campo de la familia Albergati, es considerada una de las obras arquitectónicas más importantes y originales de todo el siglo XVII europeo.

## Historia
Fue construido a partir de la segunda mitad del siglo XVII por encargo del marqués Girolamo Albergati Capacelli (embajador de Bolonia en Roma y decano del Senado boloñés) que se había propuesto superar en magnificencia a todas las residencias de los nobles boloñeses. Después de un concurso fallido abierto a varios arquitectos de renombre, su diseño del edificio fue confiado al anciano arquitecto de la familia Bonifacio Socchi y a Gian Giacomo Monti, un joven escenógrafo que se había formado con Agostino Mitelli, un pintor y arquitecto boloñés exponente de una tradición. que hizo que sus puntos fuertes sean un suntuoso gusto ornamental y una continua búsqueda de sorprendentes efectos ilusionistas. Las obras para la construcción se iniciaron en 1659 y duraron unos treinta años.
Fue vendido por los Albergati a los Legnani, que lo cedieron en 1853 al marqués Pietro Zambeccari. Unos veinte años después, los herederos de Zambeccari vendieron nuevamente la propiedad al genovés Angelo Emanuele Calcagno, cuya hija Manuelita se casó con el duque Romualdo Braschi-Onesti de Roma, a quien pasó la villa. La hija de este último, Giulia Braschi-Onesti, se casó con Clemente Theodoli, cuyos descendientes Pio y Marcello recibieron el palacio como herencia. Hoy es sede de congresos y eventos.

## Descripción

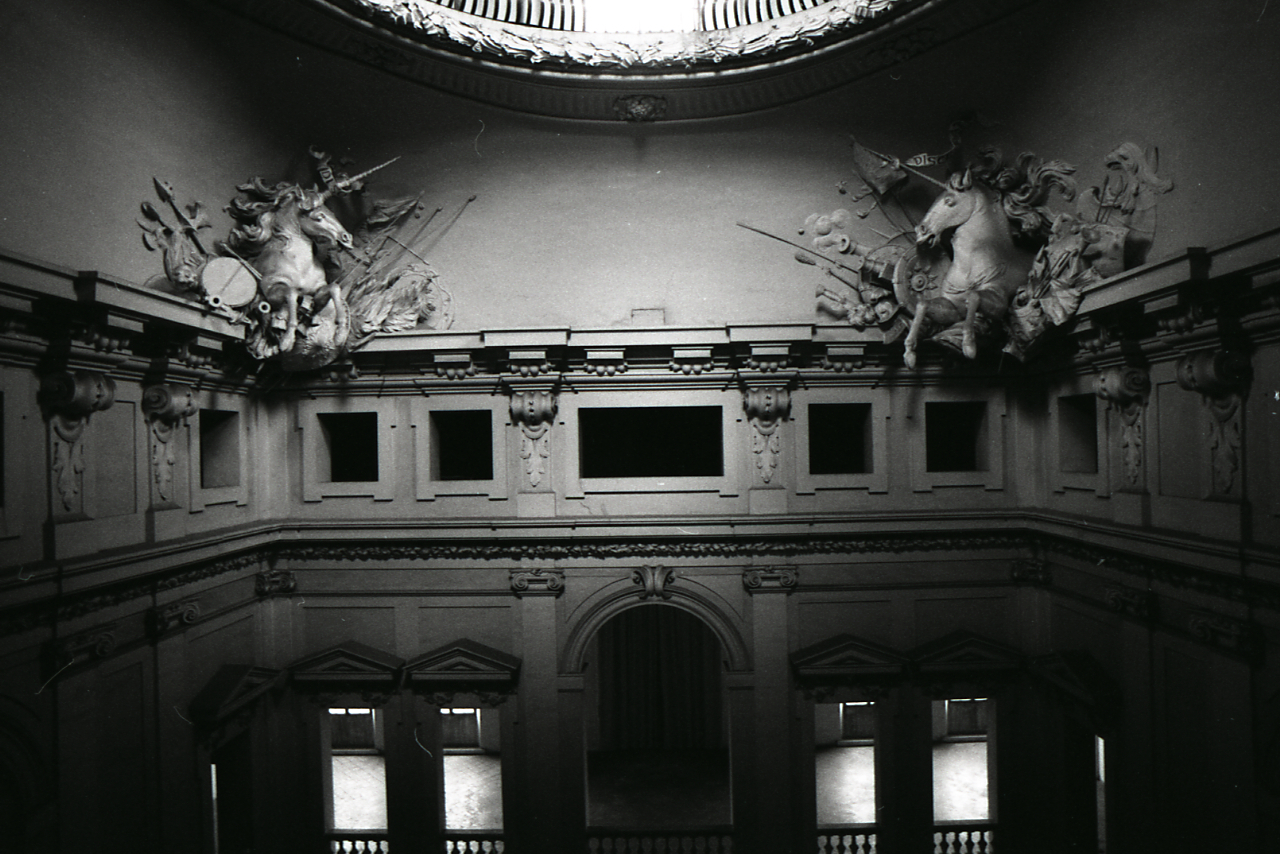
Estucos en el techo del salón de baile

Llama la atención por sus excepcionales dimensiones y por el inusual contraste entre la austeridad del exterior y la barroca espacialidad del interior, embellecido y realzado por un ciclo de frescos particularmente representativo de la escuela emiliana de los siglos XVII y XVIII. Los techos abovedados, con frescos de temas mitológicos, representan obras de Alboresi, Colonna, Burrini, Pesci, Valliani, Bigari y Orlandi. Las escaleras del edificio son conocidas por sus extraños escalones helicoidales, de doble espiral, espirales y asimétricos.
Ha mantenido intacto su diseño inicial y es uno de los mejores ejemplos de arquitectura barroca en Italia.
El paisaje que rodea la villa encaja en la geometría de las acequias de la llanura circundante y habla de la doble función del edificio: lugar de vacaciones, pero también para la administración de la propiedad de la tierra.

## Uso
Desde los primeros años sus grandes salas fueron utilizadas por Francesco Albergati Capacelli, dramaturgo y actor, como teatro de música y prosa. En poco tiempo, el Palacio se transformó en un animado centro de la vida mundana y cultural que acogió a papas, reyes, príncipes, músicos, escritores, científicos y aventureros famosos. A lo largo de los siglos ha acogido a ilustres figuras de la política y la cultura europeas, desde Carlo Goldoni (que escribió seis obras para el teatro de la villa) hasta Voltaire, desde Juan Carlos de España hasta Luciano Pavarotti .
Sus espacios se utilizan actualmente para exposiciones, conciertos, conferencias y ceremonias.